# Prix de la Banque de Suède en sciences économiques en mémoire d'Alfred Nobel
Ne doit pas être confondu avec Prix Nobel.
Le prix de la Banque de Suède en sciences économiques en mémoire d'Alfred Nobel, communément surnommé « prix Nobel d'économie », est une distinction qui récompense chaque année une ou plusieurs personnes pour leur contribution exceptionnelle dans le domaine des sciences économiques. 
Créé et doté par la Banque de Suède en 1968, à l'occasion de son 300e anniversaire, le prix est décerné pour la première fois en 1969. C'est le seul prix géré par la fondation Nobel qui n'a pas été créé par le testament d'Alfred Nobel. Il suit néanmoins les mêmes règles que les prix Nobel, et est également remis par le roi de Suède le 10 décembre. Comme les prix de physique et de chimie, il est décerné par l'Académie royale des sciences de Suède.
La dotation monétaire du prix en 2018 s'élève à neuf millions de couronnes suédoises, soit environ neuf cent mille euros.

## Origine
L'idée d'un nouveau « prix Nobel » vient de Per Åsbrink, gouverneur de la Banque de Suède, l'une des plus anciennes banques centrales du monde. Dans le cadre de la préparation du tricentenaire de la Banque, il crée une fondation pour la recherche, la fondation du jubilé de la Banque de Suède, et propose à son conseiller économique, Assar Lindbeck, ainsi qu'aux économistes Erik Lundberg (en) et Gunnar Myrdal, de réfléchir à l'élaboration d'un prix.
La Banque contacte ensuite la fondation Nobel, et l'Académie royale des sciences de Suède, qui était déjà responsable de l'attribution des prix de physique et chimie. Certains membres de l'Académie émettent des réserves quant à l'aspect suffisamment scientifique de l'économie, mais Lundberg et surtout Myrdal (qui sont également membres) finissent par convaincre l'Académie entière. Myrdal le regrettera par la suite et exprimera son souhait d'abolir le prix (après l'avoir reçu) en 1974. En mai 1968, la banque centrale, la fondation Nobel et l'Académie tombent d'accord sur les règles d'attribution du prix, et le bureau de la Banque centrale décide alors de le fonder officiellement. Ces règles sont codifiées par le gouvernement suédois en janvier 1969[réf. nécessaire].
Le premier comité est composé de Bertil Ohlin (président du comité, Stockholm School of Economics), d’Erik Lundberg de la Stockholm School of Economics, d’Ingvar Svennilson de l’université de Stockholm, de Herman Wold de l’université d'Uppsala et de l’université de Göteborg, et d’Assar Lindbeck de l’université de Stockholm.
Depuis, le prix est couramment surnommé « prix Nobel d'économie » alors qu'Alfred Nobel disait n'avoir « aucune formation en économie et la [haïr] du fond du cœur ».

## Attribution du prix

### Choix des lauréats
Le processus de sélection du lauréat et le montant du prix attribué sont identiques à ceux des autres prix Nobel.
Chaque année, l'Académie royale des sciences de Suède invite des personnalités qualifiées à envoyer leurs nominations. Ces personnes comprennent les membres de l'Académie des sciences, les membres du comité de sélection du prix, les lauréats passés, les professeurs titulaires dans les sujets concernés, en Suède, ainsi qu'au Danemark, en Finlande, en Islande, et en Norvège, les professeurs titulaires de chaires correspondantes dans au moins six universités choisies chaque année par l'Académie ainsi que d'autres chercheurs invités par l'Académie.
Deux à trois cents nominations sont envoyées, qui correspondent à une centaine de candidats distincts. Les candidatures sont ensuite évaluées par un comité de cinq à huit membres (dont deux non-économistes), qui soumet son choix au département de sciences sociales de l'Académie pour approbation. L'Académie entière adopte la liste finale début octobre après avoir désigné les lauréats par un vote à la majorité, le résultat étant annoncé le jour même.
Comme pour les autres prix « Nobel », un maximum de trois personnes peuvent partager le prix, et elles doivent être vivantes au moment de l'annonce.

### Dotation
La dotation monétaire du prix est la même que celle des prix Nobel. À l'inverse de ceux-ci, dont la dotation provient des rendements du capital laissé à cet effet par Alfred Nobel, la dotation du prix en sciences économiques est financée par la Banque centrale de Suède. Le montant de la dotation évolue régulièrement en fonction du rendement des placements, et s'élève à neuf millions de couronnes suédoises en 2018, soit environ neuf cent mille euros,.

## Un prix parfois contesté
Bien que ce prix soit la récompense la plus prestigieuse en économie, notamment par sa médiatisation, l'attribution de ce prix fait l'objet de certaines controverses, notamment quant à son appellation de "prix Nobel d'économie", ou quant à l'attribution d'un prix en économie par l’Académie royale des sciences de Suède, Alfred Nobel n'ayant jamais fait mention de son intention de récompenser l'économie.
Le choix des lauréats est lui aussi régulièrement critiqué pour avoir très majoritairement distingué des économistes dits « orthodoxes » et américains (80 % des récipiendaires). De 1969 à 2016, sur 76 lauréats, 28 sont effectivement rattachés à l’école de Chicago, d'orientation néolibérale, soit 37 % du total. Friedrich Hayek, lauréat en 1974, a déclaré par ailleurs que si on lui avait demandé son avis sur le prix, il aurait « fermement déconseillé » la création de ce prix, « aucun homme ne devant être ainsi désigné comme une référence sur un sujet aussi complexe que l'économie ». De plus, depuis sa création, seules trois femmes ont reçu le prix, Elinor Ostrom en 2009, Esther Duflo en 2019 et Claudia Goldin en 2023. Il aura donc fallu attendre 2009, soit 40 ans d’existence du prix, pour qu’une femme en soit enfin lauréate.   
L'académie royale des sciences a décidé en 1995 d'étendre le champ d'application du prix, d'une part en modifiant la composition du comité de sélection (deux non-économistes sur les cinq à huit membres), d'autre part en acceptant les candidatures relevant des sciences politiques, de la psychologie, ou de la sociologie, ayant un impact sur l'économie. Ainsi, parmi les lauréats récents, Daniel Kahneman et Robert J. Aumann ne sont pas économistes. Cela faisait suite aux critiques selon lesquelles, même si, dans les premières années de son existence, le prix avait récompensé les théoriciens de premier plan des années 1970 et 1980, il manquait peut-être de champ pour justifier la remise annuelle d'un prix supposé récompenser des avancées essentielles.
Pour Avner Offer (en) et Gabriel Söderberg, historiens de l'économie, Per Åsbrink aurait été soutenu par les milieux d'affaires et se serait opposé au gouvernement social-démocrate qui entendait utiliser le crédit pour favoriser l’emploi et le logement, et préconisait plutôt de s'orienter vers la lutte contre l'inflation. La création du prix lui aurait permis selon ces auteurs de susciter un intérêt médiatique et ainsi d’accroître son influence au détriment des idées sociales-démocrates.

## Statistiques
En 2024, en comptant les prix décernés de 1969 à 2024, la répartition des prix à 96 personnes en fonction de la nationalité des lauréats au moment de la récompense met les États-Unis, avec 62 lauréats, en tête, avec 64 % des prix. Suivent le Royaume-Uni avec huit lauréats, la France  avec quatre lauréats, la Norvège avec trois lauréats, la Suède, l’Inde et Israël avec deux récipiendaires, puis, avec chacun une récompense, le Canada, l’Allemagne, l’URSS, les Pays-Bas, la Finlande, Chypre et Sainte-Lucie.
Le nombre de récompenses, en 2024, s'élevait à 96 : 26 récompenses individuelles, 20 récompenses partagées entre deux lauréats et 10 récompenses partagées entre trois candidats, la dernière datant de 2024 (voir liste détaillée ci-dessous).
Les universités d'affiliation des chercheurs au moment de la récompense les plus distinguées sont par ordre d’importance : l’université de Chicago avec onze lauréats, le Massachusetts Institute of Technology avec dix lauréats, l’université de Princeton, l’université Harvard avec sept lauréats, l’université de Californie à Berkeley avec cinq lauréats, l’université de Cambridge, l’université Columbia, l’université Yale, l’université Stanford avec chacune quatre lauréats, l’université d'Oslo et l’université de New York avec deux lauréats. Puis ex æquo avec un lauréat l’université de Bonn, l’université Carnegie-Mellon de Norvège, l’École nationale supérieure des mines de Paris, l’université de Fribourg-en-Brisgau, l’université George Mason, l’Institut pour la gestion de l'économie nationale de Moscou, la Netherlands School of Economics, l’université d'Oxford, l’université de la Pennsylvanie, l’université de Stockholm, la Stockholm School of Business, l’université Washington à Saint-Louis, l’université de Californie à San Diego, la Carnegie Mellon, l’université de l'Arizona, l’université de Jérusalem, l’université du Maryland et l’université du Minnesota.
Elinor Ostrom est en 2009 la première femme à recevoir le « prix Nobel » d'économie.

## Liste des lauréats

### Années 1960
| Année | Nom                        | Pays     | Université                     | Domaines et motivation du prix                                                                                  |
| ----- | -------------------------- | -------- | ------------------------------ | --- |
| 1969  | Ragnar Anton Kittil Frisch | Norvège  | Université d'Oslo              | Économétrie. « Pour avoir développé et appliqué des modèles dynamiques à l'analyse des processus économiques. » |
| 1969  | Jan Tinbergen              | Pays-Bas | Université Érasme de Rotterdam | Économétrie. « Pour avoir développé et appliqué des modèles dynamiques à l'analyse des processus économiques. » |

### Années 1970
| Année | Nom                                   | Pays                        | Université                                               | Domaines et motivation du prix |
| ----- | ------------------------------------- | --------------------------- | -------------------------------------------------------- | --- |
| 1970  | Paul Samuelson                        | États-Unis                  | Massachusetts Institute of Technology                    | Théorie de l'équilibre général et partiel. « Pour le travail scientifique par lequel il a développé la théorie économique statique et dynamique et a contribué à élever le niveau d'analyse dans la science économique. »                                 |
| 1971  | Simon Kuznets                         | États-Unis                  | Université Harvard                                       | Croissance économique et histoire économique. « Pour son interprétation empiriquement fondée de la croissance économique qui a apporté une connaissance nouvelle et approfondie de la structure économique et sociale et du processus de développement. » |
| 1972  | Sir John Hicks Kenneth Arrow          | Royaume-Uni États-Unis      | All Souls College Université Harvard                     | Théorie de l'équilibre général et Théorèmes du bien-être. « Pour leurs contributions pionnières à la théorie de l'équilibre général et à la théorie du bien-être. »                                                                                       |
| 1973  | Wassily Leontief                      | États-Unis                  | Université Harvard                                       | Analyse entrée-sortie. « Pour le développement de l'analyse entrée-sortie et pour son application à d'importants problèmes économiques. » |
| 1974  | Friedrich Von Hayek Gunnar Myrdal     | Royaume-Uni Suède           | Université de Fribourg-en-Brisgau Université de New York | Macroéconomie et économie institutionnelle. « Pour leur travail pionnier dans la théorie de la monnaie et des fluctuations économiques, et pour leur analyse pénétrante de l'interdépendance des phénomènes économiques, sociaux et institutionnels. »    |
| 1975  | Leonid Kantorovitch Tjalling Koopmans | Union soviétique États-Unis | Académie des sciences de Russie Université Yale          | Théorie de l'allocation optimale des ressources. « Pour leurs contributions à la théorie de l'allocation maximale des ressources. » |
| 1976  | Milton Friedman                       | États-Unis                  | Université de Chicago                                    | Macroéconomie. « Pour ses réalisations dans les domaines de l'analyse de la consommation, de l'histoire et de la théorie monétaire, et pour sa démonstration de la complexité de la politique conjoncturelle. »                                           |
| 1977  | Bertil Ohlin James Meade              | Suède Royaume-Uni           | École d'économie de Stockholm Université de Cambridge    | Économie internationale. « Pour leur contribution révolutionnaire à la théorie du commerce international et des mouvements internationaux de capitaux. »                                                                                                  |
| 1978  | Herbert Simon                         | États-Unis                  | Université Carnegie-Mellon                               | Sciences de gestion. « Pour sa recherche pionnière sur les processus de décisions dans les organisations économiques. » |
| 1979  | Theodore Schultz Arthur Lewis         | États-Unis Sainte-Lucie     | Université de Chicago Université de Princeton            | Économie du développement. « Pour leur recherche pionnière dans la recherche sur le développement économique avec une attention particulière aux problèmes des pays en développement. »                                                                   |

### Années 1980
| Année | Nom               | Pays                | Université                                   | Domaine et motivation du prix |
| ----- | ----------------- | ------------------- | -------------------------------------------- | --- |
| 1980  | Lawrence Klein    | États-Unis          | Université de Pennsylvanie                   | Macroéconomie. « Pour la création de modèles économétriques et leur application à l'analyse des fluctuations économiques et aux politiques économiques. »                                                                       |
| 1981  | James Tobin       | États-Unis          | Université Yale                              | Macroéconomie. « Pour son analyse des marchés financiers et leurs relations avec les décisions d'investissement, l'emploi, la production et les prix. »                                                                         |
| 1982  | George Stigler    | États-Unis          | Université de Chicago                        | Organisation industrielle. « Pour ses études fondatrices des structures industrielles, du fonctionnement des marchés, et des causes et effets de la régulation publique. »                                                      |
| 1983  | Gérard Debreu     | France / États-Unis | Université de Californie à Berkeley          | Théorie de l'équilibre général. « Pour avoir intégré de nouvelles méthodes analytiques à la théorie économique et pour sa reformulation rigoureuse de la théorie de l'équilibre général. »                                      |
| 1984  | Richard Stone     | Royaume-Uni         | Université de Cambridge                      | Comptabilité nationale. « Pour avoir apporté des contributions fondamentales au développement des systèmes de comptabilité nationale et avoir par conséquent grandement amélioré les bases de l'analyse économique empirique. » |
| 1985  | Franco Modigliani | États-Unis          | Massachusetts Institute of Technology        | Macroéconomie. « Pour ses analyses pionnières de l'épargne et des marchés financiers. » |
| 1986  | James Buchanan    | États-Unis          | Center for study of Public Choice (Fairfax)  | Finances publiques. « Pour son développement des bases contractuelles et constitutionnelles de la théorie de la décision économique et politique. »                                                                             |
| 1987  | Robert Solow      | États-Unis          | Massachusetts Institute of Technology        | Théorie de la croissance économique. « Pour ses contributions à la théorie de la croissance économique. » |
| 1988  | Maurice Allais    | France              | École polytechnique École des mines de Paris | Théorie de l'équilibre général et partiel. « Pour ses contributions pionnières à la théorie des marchés et à l'utilisation efficiente des ressources. »                                                                         |
| 1989  | Trygve Haavelmo   | Norvège             | Université d'Oslo                            | Économétrie. « Pour sa clarification des fondements probabilistes de l'économétrie et ses analyses des structures économiques simultanées. »                                                                                    |

### Années 1990
| Année | Nom                                            | Pays                           | Université                                                                     | Domaine et motivation du prix |
| ----- | ---------------------------------------------- | ------------------------------ | ------------------------------------------------------------------------------ | --- |
| 1990  | Harry Markowitz Merton Miller William Sharpe   | États-Unis                     | Université de la ville de New York École de Chicago Université Stanford        | Théorie économique financière. « Pour leur travail pionnier dans la théorie économique financière. » |
| 1991  | Ronald Coase                                   | Royaume-Uni                    | Université de Chicago                                                          | Théorie des institutions. « Pour sa découverte et sa clarification de l'importance des coûts de transaction et des droits de propriété pour la structure des institutions et le fonctionnement de l'économie. »             |
| 1992  | Gary Becker                                    | États-Unis                     | Université de Chicago                                                          | Microéconomie et sociologie économique. « Pour avoir étendu le domaine de l'analyse microéconomique à un large champ de comportements et d'interactions humains, dont des comportements non marchands. »                    |
| 1993  | Robert Fogel Douglass North                    | États-Unis                     | École de Chicago Université Washington de Saint-Louis                          | Histoire économique. « Pour avoir renouvelé la recherche en histoire économique par l'application de la théorie économique et de méthodes quantitatives afin d'expliquer les changements économiques et institutionnels. »  |
| 1994  | Reinhard Selten John Forbes Nash John Harsanyi | Allemagne États-Unis           | Université de Bonn Université de Princeton Université de Californie à Berkeley | Théorie des jeux. « Pour leur analyse pionnière de l'équilibre dans la théorie des jeux non coopératifs. » |
| 1995  | Robert Lucas                                   | États-Unis                     | Université de Chicago                                                          | Macroéconomie. « Pour avoir développé et mis en application l'hypothèse des anticipations rationnelles, et ainsi avoir transformé l'analyse macroéconomique et approfondi notre compréhension des politiques économiques. » |
| 1996  | James Mirrlees William Vickrey                 | Royaume-Uni États-Unis         | Université de Cambridge Université Columbia                                    | Économie de l'information. « Pour leurs contributions fondamentales à la théorie économique des incitations en environnement d'information asymétrique. »                                                                   |
| 1997  | Robert Merton Myron Scholes                    | États-Unis Canada / États-Unis | Université Harvard Université Stanford                                         | Théorie économique financière. « Pour une nouvelle méthode de détermination de la valeur des dérivés. » |
| 1998  | Amartya Sen                                    | Inde                           | Trinity College de Cambridge                                                   | Économie du bien-être. « Pour ses contributions à l'économie du bien-être. » |
| 1999  | Robert Mundell                                 | Canada                         | Université Columbia                                                            | Macroéconomie. « Pour son analyse de la politique monétaire et fiscale en régime de taux de change variable, et pour son analyse des zones monétaires optimales. »                                                          |

### Années 2000
| Année | Nom                                           | Pays                           | Université                                                                  | Domaine et motivation du prix |
| ----- | --------------------------------------------- | ------------------------------ | --------------------------------------------------------------------------- | --- |
| 2000  | James Heckman Daniel McFadden                 | États-Unis                     | Université de Chicago Université de Californie à Berkeley                   | Économétrie. « Pour leur développement de la théorie et des méthodes d'analyse d'échantillons sélectifs. » |
| 2001  | George Akerlof Michael Spence Joseph Stiglitz | États-Unis                     | Université de Californie à Berkeley Université Stanford Université Columbia | Économie de l'information. « Pour leurs travaux sur les marchés avec asymétrie d'information. » |
| 2002  | Daniel Kahneman Vernon Smith                  | États-Unis / Israël États-Unis | Université de Princeton Université George-Mason                             | Économie expérimentale. Kahneman : « Pour avoir intégré les apports de la recherche psychologie à la science économique, en particulier concernant le jugement humain et les processus de décision en environnement incertain. » Smith : « Pour avoir instauré les expériences de laboratoire comme outil d'analyse économique empirique, en particulier pour l'étude de mécanismes de marché alternatifs. » |
| 2003  | Robert Engle Clive Granger                    | États-Unis Royaume-Uni         | Université de New York Université de Californie à San Diego                 | Économétrie. Engle : « Pour des méthodes d'analyse économique de séries temporelles avec des volatilités variant dans le temps (ARCH). » Granger : « Pour des méthodes d'analyse économique de séries temporelles avec des tendances communes (cointégration). » |
| 2004  | Finn Kydland Edward Prescott                  | Norvège États-Unis             | Université Carnegie-Mellon Université de l'Arizona                          | Macroéconomie. « Pour leurs contributions en macroéconomie dynamique : la cohérence temporelle de la politique économique et les forces qui sous-tendent le cycle des affaires. » |
| 2005  | Robert Aumann Thomas Schelling                | Israël États-Unis              | Université de Jérusalem Université du Maryland                              | Théorie des jeux. « Pour avoir fait progresser notre compréhension des conflits et de la coopération par le biais d'analyses utilisant la théorie des jeux. » |
| 2006  | Edmund Phelps                                 | États-Unis                     | Université Columbia                                                         | Macroéconomie. « Pour son analyse des compromis intertemporels en politique macroéconomique. » |
| 2007  | Leonid Hurwicz Eric Maskin Roger Myerson      | États-Unis                     | Université du Minnesota Princeton Université de Chicago                     | Microéconomie. « Pour avoir posé les fondations de la théorie des mécanismes d'incitation. » |
| 2008  | Paul Krugman                                  | États-Unis                     | Université de Princeton                                                     | Commerce international et économie géographique. « Pour son analyse des structures des échanges et de la localisation de l'activité économique. » |
| 2009  | Elinor Ostrom Oliver Williamson               | États-Unis                     | Bloomington Université de Californie à Berkeley                             | Économie des organisations. Ostrom : « Pour son analyse de la gouvernance économique, en particulier les communs. » Williamson : « Pour son analyse de la gouvernance économique, en particulier des frontières de l'entreprise. » |

### Années 2010
| Année | Nom                    | Pays                     | Université                             | Domaine et motivation du prix |
| ----- | ---------------------- | ------------------------ | -------------------------------------- | --- |
| 2010  | Peter Diamond          | États-Unis               | Massachusetts Institute of Technology  | Économie du travail. « Pour leur analyse des marchés avec des coûts de recherche. » |
| 2010  | Dale Mortensen         | États-Unis               | Université Northwestern                | Économie du travail. « Pour leur analyse des marchés avec des coûts de recherche. » |
| 2010  | Christopher Pissarides | Chypre Royaume-Uni       | London School of Economics             | Économie du travail. « Pour leur analyse des marchés avec des coûts de recherche. » |
| 2011  | Thomas Sargent         | États-Unis               | Université de New York                 | Macroéconomie. « Pour leurs travaux empiriques sur les causes et les effets en macroéconomie. » |
| 2011  | Christopher A. Sims    | États-Unis               | Université de Princeton                | Macroéconomie. « Pour leurs travaux empiriques sur les causes et les effets en macroéconomie. » |
| 2012  | Alvin Roth             | États-Unis               | Université Harvard                     | Théorie des jeux. « Pour leur théorie des allocations stables et la pratique de la conception de marchés. » |
| 2012  | Lloyd Shapley          | États-Unis               | Université de Californie à Los Angeles | Théorie des jeux. « Pour leur théorie des allocations stables et la pratique de la conception de marchés. » |
| 2013  | Eugene Fama            | États-Unis               | Université de Chicago                  | Théorie économique financière. « Pour leur analyse empirique des prix des actifs. » |
| 2013  | Lars Peter Hansen      | États-Unis               | Université de Chicago                  | Théorie économique financière. « Pour leur analyse empirique des prix des actifs. » |
| 2013  | Robert Shiller         | États-Unis               | Université Yale                        | Théorie économique financière. « Pour leur analyse empirique des prix des actifs. » |
| 2014  | Jean Tirole            | France                   | École d'économie de Toulouse           | Organisation industrielle. « Pour son analyse du pouvoir de marché et de la régulation. » |
| 2015  | Angus Deaton           | Royaume-Uni              | Université de Princeton                | Microéconomie/Économie du développement. « Pour son analyse de la consommation, de la pauvreté, et du bien-être. » |
| 2016  | Oliver Hart            | États-Unis / Royaume-Uni | Université Harvard                     | Théorie des contrats. « Pour leurs contributions à la théorie des contrats. » |
| 2016  | Bengt Holmström        | Finlande                 | Massachusetts Institute of Technology  | Théorie des contrats. « Pour leurs contributions à la théorie des contrats. » |
| 2017  | Richard Thaler         | États-Unis               | Chicago Booth School of Business       | Économie comportementale. « Pour ses contributions à l'économie comportementale. » |
| 2018  | William Nordhaus       | États-Unis               | Université Yale                        | Croissance économique. Nordhaus : « Pour avoir intégré le changement climatique dans l'analyse macroéconomique de long terme. » Romer : « Pour avoir intégré les innovations technologiques dans l'analyse macroéconomique de long terme. » |
| 2018  | Paul Romer             | États-Unis               | Université de New York                 | Croissance économique. Nordhaus : « Pour avoir intégré le changement climatique dans l'analyse macroéconomique de long terme. » Romer : « Pour avoir intégré les innovations technologiques dans l'analyse macroéconomique de long terme. » |
| 2019  | Abhijit Banerjee       | États-Unis               | Massachusetts Institute of Technology  | Économie du développement. « Pour leur nouvelle approche expérimentale pour obtenir des réponses fiables sur la meilleure façon de réduire la pauvreté dans le monde. »                                                                     |
| 2019  | Esther Duflo           | États-Unis / France      | Massachusetts Institute of Technology  | Économie du développement. « Pour leur nouvelle approche expérimentale pour obtenir des réponses fiables sur la meilleure façon de réduire la pauvreté dans le monde. »                                                                     |
| 2019  | Michael Kremer         | États-Unis               | Université Harvard                     | Économie du développement. « Pour leur nouvelle approche expérimentale pour obtenir des réponses fiables sur la meilleure façon de réduire la pauvreté dans le monde. »                                                                     |

### Années 2020
| Année | Nom                                            | Pays                   | Université                                                  | Domaine et motivation du prix                                                                                                |
| ----- | ---------------------------------------------- | ---------------------- | ----------------------------------------------------------- | --- |
| 2020  | Robert Wilson Paul Milgrom                     | États-Unis             | Université Stanford                                         | Théorie des jeux. « Pour avoir amélioré la théorie des enchères et inventé de nouveaux formats d’enchères. »                 |
| 2021  | David Card                                     | États-Unis Canada      | Université de Californie à Berkeley                         | Économie du travail. « Pour sa contribution empirique en économie du travail. »                                              |
| 2021  | Joshua Angrist                                 | Israël États-Unis      | Massachusetts Institute of Technology                       | Économétrie. « Pour leur contribution méthodologique dans l'analyse causale dans les relations. »                            |
| 2021  | Guido Imbens                                   | Pays-Bas États-Unis    | Université Stanford                                         | Économétrie. « Pour leur contribution méthodologique dans l'analyse causale dans les relations. »                            |
| 2022  | Ben Bernanke                                   | États-Unis             | Massachusetts Institute of Technology                       | Économie bancaire et Économie financière. « Pour leurs recherches sur les banques et les crises financières. »               |
| 2022  | Douglas Diamond                                | États-Unis             | Université Yale                                             | Économie bancaire et Économie financière. « Pour leurs recherches sur les banques et les crises financières. »               |
| 2022  | Philip Dybvig                                  | États-Unis             | Université Yale                                             | Économie bancaire et Économie financière. « Pour leurs recherches sur les banques et les crises financières. »               |
| 2023  | Claudia Goldin                                 | États-Unis             | Université Harvard                                          | Économie du travail. « Pour avoir fait progresser notre compréhension de la situation des femmes sur le marché du travail. » |
| 2024  | Daron Acemoğlu Simon Johnson James A. Robinson | États-Unis Royaume-Uni | Massachusetts Institute of Technology Université de Chicago | Économie du développement « Pour leurs travaux sur la manière dont les institutions se forment et affectent la prospérité. » |